# Liste de jeux Amstrad CPC
Cette liste reprend une partie des jeux de la gamme Amstrad CPC triés par ordre alphabétique, soit environ 2000 jeux. Les bases de données les plus fournies proposent jusqu'à 5400 fiches de jeux.
- Haut – A
- B
- C
- D
- E
- F
- G
- H
- I
- J
- K
- L
- M
- N
- O
- P
- Q
- R
- S
- T
- U
- V
- W
- X
- Y
- Z

## 0-9
- 1001 BC
- 10th Frame
- 1815
- 1942
- 1943: The Battle of Midway
- 1st Division Manager
- 2 Player Soccer Squad
- 2 Player Super League
- 20000 lieues sous les mers
- 20000 avant J.C.
- 2088
- 2112 AD
- 3 Weeks in Paradise
- 3D-Sub
- 3D Boxing
- 3D Construction Kit
- 3D Fight
- 3D Grand Prix
- 3D Monster Chase
- 3D Pinball
- 3D Pool
- 3D Quasars
- 3D Snooker
- 3D Starfighter
- 3D Starstrike
- 3D Stunt Rider
- 3D Time Trek
- 3D Voice Chess
- 3DC
- 4th Dimension
- 4x4 Off-Road Racing
- 5e Axe, Le
- 7 Card Stud
- 720°
- 750cc Grand Prix

## A
- A320
- Aaargh!
- Abadía del crimen, La
- Abracadabra
- Abu Simbel Profanation
- Academy
- ACE - Air Combat Emulator
- ACE 2
- Ace of Aces
- Acro Jet
- Action Fighter
- Action Force
- Action Service
- Activator
- Addams Family, The
- Adidas Championship Football
- Adidas Championship Tie-Break
- ADS - Advanced Destroyer Simulator
- Advanced Pinball Simulator
- Adventures of Zebedee Gonig, The
- Affaire Ravenhood, L'
- Affaire Santa Fe, L'
- Affaire Sydney, L'
- Affaire Vera Cruz, L'
- African Trail Simulator
- After Burner
- After the War
- Aftermath
- Afteroids
- After Shock
- Agence tous risques
- Agent Orange
- Agent X II
- Ahhh!!
- Aigle d'or, L'
- Aigle d'or, L : le retour
- Airballs
- Airborne Ranger
- Airwolf
- Airwolf II
- Aladdin's Cave
- Alex Higgins World Pool
- Alex Higgins World Snooker
- Alien
- Alien 8
- Alien Break-In
- Alien Highway - Encouter 2
- Alien Storm
- Alien Syndrome
- Aliens
- Alive
- Alphakhor
- Alpha-Jet
- Alpine Games
- Altered Beast
- Alternative World Games
- Amaurote
- Amazing : la formule
- AMC: Astro Marine Corps
- Amélie Minuit
- American Football
- American Tag Team Wrestling
- American Turbo King
- America's Cup, The
- Amo Del Mundo
- Amsgolf
- Amsoccer
- Amstrad Disk 50 - compilation de 50 jeux
- Anarchy
- Android One
- Android 2
- Andy Capp
- Ange de Cristal, L' (Get Dexter 2!)
- Angel Nieto: Pole 500
- Angleball
- Animal Vegetable Mineral
- Animated Strip Poker
- Anna
- Annals of Rome
- Anneau de Zengara, L'
- Apache
- APB
- Apocalypse
- Apprentice, The
- Arachnaphobia
- Arcade Flight Simulator
- Arcade Fruit Machine
- Arcade Trivia Quiz Simulator
- Arche du Captain Blood, L
- Archers, The
- Archon: The Light and the Dark
- Archon II: Adept
- Arcticfox
- Ardoise magique, L'
- Argo Navis
- Arkanoid
- Arkanoid: Revenge of Doh
- Arkos
- Armageddon Man, The
- Armure Sacrée d'Antiriad, L'
- Army Moves
- Arnhem
- Art de la Guerre, L'
- Artura
- Ashkeron
- Aspar GP Master
- Asphalt
- Assault Course
- Astérix and the Magic Cauldron
- Astérix et la Potion magique
- Astro Attack
- Astro Plumber
- ATF - Advanced Tactical Fighter
- Athena
- Athlete
- Atlantis
- Atom Ant: Up and Atom
- Atomic Driver
- Atomic Fiction
- Atrog
- Attack of the Killer Tomatoes
- ATV Simulator
- Auf Wiedersehen Monty
- Australian Rules Football
- Avalanche: The Struggle for Italy
- Avenger
- Aventures de Moktar, Les - ce jeu verra une adaptation pour l'international, un an plus tard, sous le titre Titus the Fox: To Marrakech and Back
- Aventures de Pépito au Mexique, Les

## B
- B.A.T.
- Baby Jo in "Going Home"
- Back to the Future
- Back to the Future Part II
- Back to the Future Part III
- Back to the Golden Age
- Bactron
- BadLands
- Barbarian
- Barbarian: The Ultimate Warrior
- Barbarian II: The Dungeon of Drax
- Bard's Tale, The
- Barry McGuigan's World Championship Boxing
- Bataille d'Angleterre, La
- Batman
- Batman: The Caped Crusader
- Batman: The Movie
- Battle Command
- Beach Buggy Simulator
- Beach Head
- Beach Head II: The Dictator Strikes Back
- Beach Volley
- Bedlam
- Best of the Best: Kick Boxing Gold Edition
- Beverly Hills Cop
- Bestial Warrior
- Beyond the Ice Palace
- Bigfoot
- Biggles
- Billy la Banlieue
- Billy 2
- Billy The Kid
- Bionic Commando
- Birdie
- Bivouac
- Black Tiger
- Blade Warrior
- Blasteroids
- Blazing Thunder
- Bloodwych
- Blueberry
- Blues Brothers, The
- Blue War
- BMX Freestyle
- BMX Simulator
- BMX Simulator 2
- Bob Winner
- Bob's Full House
- Bobsleigh
- Bobo
- Bomb Jack
- Bomb Jack II
- Bomb Scare
- Bonanza Bros.
- Booty
- Boulder Dash
- Boulder Dash 2
- Boulder Dash III
- Bounder
- Bounty Bob Strikes Back!
- Bounty Hunter
- Brainache
- BraveStarr
- BreakThru
- Bride of Frankenstein
- Bridge-It
- Bronx Street Cop
- Bruce Lee
- Bubble Bobble
- Bubble Ghost
- Budokan: The Martial Spirit
- Buggy Boy
- Builderland
- Bumpy
- Bumpy's Arcade Fantasy
- BurgerTime
- Burglar
- Burnin' Rubber - Cartouche de jeu pour CPC+ et GX-4000
- Butcher Hill

## C
- Cabal
- California Games
- Camelot Warriors
- Captain America in: The Doom Tube of Dr. Megalomann
- Captain Blood
- Captain Dynamo
- Captain Planet and the Planeteers
- Capitan Trueno, El
- Carrier Command
- Castle Master
- Castle Master 2: The Crypt
- Catch 23
- Cauldron
- Cauldron II: The Pumpkin Strikes Back
- Cavemania
- Caves of Doom
- Chamonix Challenge
- Championship Baseball
- Championship Basketball
- Championship Jetski Simulator
- Championship Sprint
- Charly Diams
- Chase H.Q.
- chiffres magiques, Les
- Chiller
- Chimera
- Chip's Challenge
- Cholo
- Chomedu (jeu vidéo)[1]
- Chose de Grotemburg, La
- Chronos
- Chuckie Egg
- Chuckie Egg 2
- Cid, El
- Cisco Heat
- Clash
- Cluedo
- Cobra (Loriciels)
- Cobra (Ocean Software)
- Cobra's Arc
- Codename MAT
- Colony
- Colossal Adventure
- Combat Lynx
- Combat School
- Commando
- Computer Edition of Waddingtons Monopoly, The
- Contamination
- Continental Circus
- Cop Out
- CORE - Cybernatic Organism Recovery Expedition
- Corona, La
- Corruption
- Cosmic Sheriff
- Cosmic Shock Absorber
- Count Duckula in No Sax Please - We're Egyptian
- Count Duckula 2
- Crack Down
- Crafton et Xunk
- Crazy Cars
- Crazy Cars II
- Crazy Cars 3
- Crazy Shot
- Crossfire
- Crypte des Maudits, La
- Curse of Sherwood
- Cyberball: Football in the 21st Century
- Cyber Chicken
- Cybernoid
- Cybernoid 2
- Cycles, The
- Cylu

## D
- Daley Thompson's Decathlon
- Daley Thompson's Olympic Challenge
- Daley Thompson's Supertest
- Dam Busters, The
- Dan Dare: Pilot of the Future
- Dan Dare II: Mekon's Revenge
- Dan Dare III: The Escape
- Dandy
- Danger Mouse in Double Trouble
- Danger Mouse in Making Whoopee!
- Danger Street
- Dark Century
- Dark Fusion
- Dark Sceptre
- Dark Side
- Darkman
- Darts 180
- Deactivators
- Death Stalker
- Death Wish 3
- Deathscape
- Deep, The
- Deep Strike
- Defcom
- Defcom 1
- Defender of the Crown
- Defenders of the Earth
- Defend or Die
- Deflektor
- Deliverance: Stormlord II
- Demon's Revenge
- Desert Fox
- Desolator
- Desperado
- Desperado II
- Despotik Design
- Devil's Crown, The
- Diamant de l'Ile Maudite, Le
- Dianne
- Dick Tracy
- Die! Alien Slime
- Dimension Omega
- Diosa de Cozumel, La
- Disc
- Dizzy
- Dizzy: Prince of the Yolkfolk
- Dizzy Dice
- Dizzy Down the Rapids
- Dizzy Panic
- DJ Puff's Volcanic Eruption
- Dodgy Geezers
- Dogfight 2187
- Dominator
- Don Quijote de la Mancha
- Donald's Alphabet Chase
- Donkey Kong
- Don't Panic !
- Doomdark's Revenge
- Doomsday Blues
- Doors of Doom
- Doppleganger
- Double Dare
- Double Dragon
- Double Dragon II: The Revenge
- Double Dragon III: The Rosetta Stone
- Doctor Doom's Revenge!
- Doctor Who and the Mines of Terror
- Dr. Jackle and Mr. Wide
- Dr. Scrime's Spook School
- Dracula
- Dragon Breed
- Dragon Ninja
- Dragon Spirit
- Dragon's Lair
- Dragon's Lair II: Escape from Singe's Castle
- Dragons of Flame
- Dragontorc
- Drakkar
- Drazen Petrovic Basket
- Dream Warrior
- Driller
- Druid
- Druid II: Enlightenment
- Druids Moon
- Duct, The
- Duel, The: Test Drive II
- Duel 2000
- Duet
- Dun Darach
- Dustin
- Dwarf
- Dynamic Duo
- Dynamite Dan
- Dynamite Dan II
- Dynamite Düx
- Dynamix
- Dynasty Wars

## E
- E-Motion
- ESWAT: Cyber Police
- Eagle's Rider
- Echelon
- Edd the Duck!
- Eden Blues
- Eidolon, The
- Election
- Electric Wonderland
- Electro Freddy
- Elektra Glide
- Elevator Action
- Elidon
- Eliminator
- Elite
- Elven Warrior
- Emilio Butragueno Futbol
- Emilio Butragueno Futbol II
- Emilio Sanchez Vicario Grand Slam
- Emlyn Hughes Arcade Quiz
- Emlyn Hughes International Soccer
- Empire
- Empty Tummy
- Enchanted
- End Zone
- Endurance
- Enduro Racer
- Energy Warrior
- Enterprise
- Equinox
- Er*Bert
- Erebus
- Escape from Khoshima
- Escape from the Planet of the Robot Monsters
- Escape from WACCI
- Escape!
- Espada Sagrada, La
- Espionage
- Espionage Island
- Estimator Racer
- Ethnos
- Euro Boss
- European II: The European Cup
- European 5-a-Side
- European Champions
- European Soccer Challenge
- European Superleague
- Eve of Shadows
- Evening Star
- Every Second Counts
- Everyone's a Wally
- Evil Donjon
- E.X.I.T
- Exolon
- Experience, The
- Exploding Wall
- Explorer
- Express Raider
- Exterminator
- Extreme
- Eye
- Eye Spy

## F
- F-15 Strike Eagle
- F-16 Combat Pilot
- F-16 Fighting Falcon
- F1 Tornado Simulator
- FA Cup Football
- Fairlight
- Fairlight 2
- Famous Five, The: Five on a Treasure Island
- Fantasia Diamond
- Fantastic Voyage, The
- Fantasy World Dizzy
- Fantôme City
- Fast Food!
- Fer et Flamme
- Fernandez Must Die
- Feud
- Fiendish Freddy's Big Top o' Fun
- Fifth Quadrant, The
- Fighter Bomber
- Fighter Pilot
- Fighting Soccer
- Fighting Warrior
- Final Fight
- Final Matrix, The
- Finders Keepers
- Fire!
- Fire and Forget
- Fire and Forget 2
- Fire Ant
- Fireball
- Firelord
- Fireman Sam: The Hero Next Door
- First Past the Post
- First Steps with the Mr. Men
- Five-a-Side Footy
- Five-a-Side Soccer
- Flash
- Flash Gordon
- Flight Path 737
- Flimbo's Quest
- The Flintstones
- Flunky
- Fly Spy
- Flying Shark
- Football Director
- Football Frenzy
- Football Manager
- Football Manager 2
- Football Manager 3
- Football Manager: World Cup Edition
- Footballer, The
- Footballer of the Year
- Footballer of the Year 2
- For Gold or Glory
- Forbidden Planet
- Forest at World's End, The
- Forgotten Worlds
- Formula 1 Simulator
- Formula Grand Prix
- Formula One
- Forteresse
- Frank Bruno's Boxing
- Frank N Stein
- Frankenstein
- Frankenstein Jnr.
- Frankie goes to Hollywood
- Fred
- Freddy Hardest
- Freddy Hardest in South Manhattan
- Frederick Forsyth - The Fourth Protocol: The Game
- Freedom: les Guerriers de l'Ombre
- Freedom Fighter
- Friday the 13th
- Friss Man
- Froggy
- Frontiers
- Front-Line
- Frost Byte
- Fruit Machine
- Fruit Machine Simulator
- Fruit Machine Simulator 2
- Fruitbank
- Fruity Frank
- Fu-Kung in Las Vegas
- Fugitif
- Fumiga
- Fury, The
- Fusion II
- Future Bike Simulator
- Future Knight
- Future Shock

## G
- G-LOC: R360
- Gabrielle
- Galachip
- Galactic Conqueror
- Galactic Games
- Galactic Plague, The
- Galaxia
- Galaxy Force II
- Galletron
- Galivan
- Game of Dragons, The
- Game Over
- Game Over II
- Games, The: Summer Edition
- Games, The: Winter Edition
- Garfield: Winter's Tail
- Garfield: Big, Fat, Hairy Deal
- Gary Lineker's Hot-Shot!
- Gary Lineker's Super Skills
- Gary Lineker's Super Star Soccer
- Gatecrasher
- Gauntlet
- Gauntlet: Deeper Dungeons - extension pour le jeu Gauntlet
- Gauntlet II
- Gauntlet III
- Gazza's Super Soccer
- Gazza II
- GeeBee Air Rally
- Gemini Wing
- Gems of Stradus
- Genghis Khan
- Geoff Capes Strong Man
- Géographe, Le - France
- Géographe, Le - Monde
- Geste d'Artillac, La
- GFL Championship Football
- Ghost Hunters
- Ghostbusters
- Ghostbusters II
- Ghosts'n Goblins
- Ghouls
- Ghouls'n Ghosts
- GI Hero
- Gilbert: Escape from Drill
- Gilligan's Gold
- Gladiator
- Glass
- Glen Hoddle Soccer
- Glider Rider
- Gnome Ranger
- Golden Axe
- Golden Basket
- Golden Path
- Gonzzalezz
- Goody
- Goonies, The
- Gothik
- GP Formula 1 Simulator
- Graham Gooch's Test Cricket
- Grand Prix
- Grand Prix 500cc
- Grand Prix 500 2
- Grand Prix Circuit
- Grand Prix Driver
- Grand Prix Simulator
- Grand Prix Simulator 2
- Grand Prix Tennis
- Grange Hill
- Granny's Garden
- Great Courts
- Great Escape, The
- Great Giana Sisters, The
- Great Gurianos
- Grebit
- Green Beret
- Gregory Loses His Clock
- Grell and Falla
- Gremlins - The Adventure
- Gremlins 2: The New Batch
- Greyfell
- Grid Iron II
- Grid Trap
- Ground Zero
- Growing Pains of Adrian Mole, The
- Grumpy Gumphrey Supersleuth
- Gryzor
- Guadalcanal
- Guardian Angel, The
- Guardian II: Revenge of the Mutants
- Guerra de las Vajillas, La
- Guerrilla War
- Guild of Thieves, The
- Guillermo Tell
- Gun.Smoke
- Gunboat (Piranha)
- Gunboat (Accolade)
- Gunfighter
- Gunfright
- Gunship
- Gunstar
- Gutter
- Guzzler
- Gyroscope

## H
- Hacker
- Hacker II: The Doomsday Papers
- Halls of Gold
- Halls of the Things
- Hammer Boy
- Hammerfist
- Han d'Islande - d'après le roman de Victor Hugo du même nom
- Handicap Golf
- Hanse
- Happy Letters
- Happy Numbers
- Happy Writing
- Hard Drivin'
- Hard Hat Mack
- HardBall!
- Harricana - Raid International Motoneige
- Harrier Attack
- Harry et Harry : La boîte de Rajmahal
- Harry et Harry : Mission Torpedo
- Harvey Headbanger
- HATE - Hostile All Terrain Encounter
- Haunted Hedges
- Havoc
- Hawk Storm
- Head over Heels
- Heartland
- Heathrow Air Traffic Control'
- Heavy Metal
- Heavy on the Magick
- Helichopper
- Helter Skelter
- Herbert's Dummy Run
- Hercules: Slayer of the Damned
- Here and There with the Mr. Men
- Héritage, L'
- Hero of the Golden Talisman
- Herobotix
- Heroes of Karn
- Heroes of the Lance
- HeroQuest
- Hi Rise
- Hi-Q Quiz
- Hideous
- High Epidemy
- High Frontier
- High Steel
- Highlander
- Highway Encounter
- Highway Patrol
- Hijack
- Histoire d'Or
- Hit Squad, The
- Hitchhiker's Guide to the Galaxy, The
- Hive
- HKM - Human Killing Machine
- HMS Cobra : Convois pour Mourmansk
- Hobbit, The
- Hobgoblin
- Hockey
- Hold-Up
- Hollywood Hijinx
- Hollywood or Bust
- Home Runner
- Hong Kong Phooey
- Hopper Copper
- Hoppin' Mad
- L'Horloger - 1
- L'Horloger - 2
- Hostages
- Hot-Rod
- Hotshot
- House of Usher
- How to be a Complete Bastard
- How to be a Hero
- Howard the Duck
- Hudson Hawk
- Humphrey
- Hunchback
- Hunchback II: Quasi Modo's Revenge
- Hunchback: The Adventure
- Hundra
- Hunt for Red October, The
- Hunt for Red October, The
- Hunter Killer
- Hurlements
- Hustler
- Huxley Pig
- Hybrid
- Hydra
- Hydrofool
- Hyperbowl
- Hyper Sports
- Hypsys

## I
- I, Ball
- I, Ball II: Quest for the Past
- Ian Botham's Test Match
- Ice-Breaker
- Ice Temple, The
- Icon Jon
- Ikari Warriors
- Île, L'
- Imagination
- Impact
- Imperialis
- Impossaball
- Impossamole
- Impossible Mission
- Impossible Mission II
- Inca Curse
- Incantation
- Indiana Jones and the Fate of Atlantis: The Action Game
- Indiana Jones and the Last Crusade: The Action Game
- Indiana Jones and the Temple of Doom
- Indoor Race
- Indoor Soccer
- Indoor Sports
- Inertie
- Infection
- Infernal House
- Infernal Runner
- Infiltrator
- Infodroid
- Ingrid's Back!
- Inheritance, The
- Inhumanos, Los
- Insector Hecti in the Interchange
- Inside Outing
- Interdictor Pilot
- International 3D Tennis
- International Football
- International Karate
- International Karate Plus
- International Manager
- International Ninja Rabbits
- International Rugby
- International Rugby Simulator
- International Speedway
- Interville
- Into Oblivion
- Into the Eagle's Nest
- Invasion
- Invitation
- Iron Lord
- Iron Trackers
- Island of Dr. Destructo, The
- ISS: Incredible Shrinking Sphere
- Italian Supercar
- Italy 1990
- Italy 1990: Winners Edition
- It's a Knockout!
- Ivan 'Ironman' Stewart's Super Off Road
- Iznogoud

## J
- Jabato vs Imperio: Libertad
- Jack and the Beanstalk
- Jack Nicklaus' Greatest 18 Holes of Major Championship Golf
- Jack the Nipper
- Jack the Nipper II : Coconut Capers
- Jack the Ripper
- Jackal
- Jahangir Khan's World Championship Squash
- Jai Alai
- Jail Break
- James Debug : Le Grand Saut
- James Debug : Le Mystère de l'île perdue
- James Debug : Le Mystère de Paris
- Jammin'
- Jason of the Argonauts
- Jaws
- Jet Bike Simulator
- Jet Boot Jack
- Jet Set Willy
- Jet Set Willy II: The Final Frontier
- Jetsons, The
- Jewels of Babylon, The
- Jewels of Darkness
- Jim Power: In Mutant Planet
- Jimmy's Soccer Manager
- Jinks
- Jinxter
- Jocky Wilson's Compendium of Darts
- Jocky Wilson's Darts Challenge
- Joe Blade
- Joe Blade II
- Joe Blade III
- Joe contre les pharaons
- John Elway's Quarterback
- Johnny Reb
- Johnny Reb II
- Jonah Barrington's Squash
- Jonny Quest
- Juego de la Oca, El
- Juggernaut
- Jump Jet
- Jungle Warfare
- Jungle Warrior

## K
- Kaiser
- Kane
- Karateka
- Karls Treasure Hunt
- Karnov
- Kat Trap
- Ke Rulen Los Petas
- Keep Yourself Alive
- Kenny Dalglish Soccer Manager
- Kenny Dalglish Soccer Match
- Kentilla
- Kentucky Racing
- Kettle
- Key Factor, The
- Kick Off
- Kick Off 2
- Kikstart II
- Killapede
- Killed Until Dead
- Killer Cobra
- Killer Gorilla - clone de Donkey Kong
- Killerball
- Killing Fist
- Kinetik
- Kingdoms
- Klax
- Knight Force
- Knight Games
- Knight Orc
- Knight Rider
- Knight Tyme
- Knight Lore
- Knightmare
- Kobyashi Naru
- Kokotoni Wilf
- Konami's Golf
- Konami's Ping Pong
- Kong Strikes Back!
- Kong's Revenge
- Koronis Rift
- Krakout
- Krypton Factor, The
- Kung-Fu Master
- Kwah!
- Kwik Snax

## L
- Lancelot
- Las Vegas Casino
- Laser Squad
- Laserwarp
- Last Commando, The
- Last Duel
- Last Mission, The
- Last Ninja 2
- Last Ninja Remix
- Last V8, The
- Lawn Tennis
- Lazer Tag
- Leaderboard
- Leaderboard Tournament
- League Challenge
- Led Storm
- Lee Enfield: Space Ace
- Lee Enfield: The Tournament of Death
- Legend of Apache Gold, The
- Legend of Kage, The
- Legions of Death
- Lemmings
- Leonard
- Lettres magiques, Les
- Leviathan
- Liberator
- Licence to Kill
- Life-Term
- Light Corridor, The
- Light Force
- Line of Fire
- Little Computer People
- Little Puff in Dragonland
- Live and Let Die
- Liverpool
- Living Daylights, The
- Livingston Supongo
- Livingston Supongo II
- Locomotion
- Lode Runner
- Lone Wolf: The Mirror of Death
- Loogaroo: Werewolf Simulator
- Loopz
- Lop Ears
- Lord of the Rings - Game One
- Lords of Chaos
- Lords of Midnight, The
- Lorna
- Los Angeles SWAT
- Lost Caves
- Lotus Esprit Turbo Challenge
- Lucky Fruits
- Lucky Luke : Nytroglycérine
- Lurking Horror, The

## M
- M'enfin
- Macadam Bumper
- Macaraibo
- Mach 3
- Macrocosmica
- Mad Mix
- Mad Mix 2
- Madballs
- Maddog
- Mag Max
- Magic Clock
- Magic Johnson's Basketball
- Magic Maths
- Magic Sword, The
- Magicland Dizzy
- Maître absolu, Le
- Maître des âmes, Le
- Malédiction, La
- Malédiction de Thaar, La
- Le maléfice des Atlantes
- Mambo
- Manager
- Manager, The
- Manchester United
- Manchester United in Europe
- Mandragore
- Mange Cailloux
- Manhattan 85
- Manic Miner
- Manic Miner 2
- Manoir de Mortevielle, Le
- Map Rally
- Mapgame
- Marauder
- Marble Madness
- Marble Madness: The Construction Set
- Mario Bros.
- Marius Trésor Foot
- Marque Jaune, La
- Marsport
- Martianoids
- Mask
- Mask II
- Masque
- Master of the Lamps
- Masterchess (Amsoft / Mikro-Gen)
- Masterchess (Mastertronic)
- Masters of the Universe
- Mata Hari
- Match, The
- Match Day
- Match Day II
- Match Point
- Max Headroom
- Maze Mania
- Mazie
- Mega-Apocalypse
- Mega-Bucks
- Megacorp
- Megaphoenix
- Meganova
- Megawar
- Meltdown
- Menace sur l'Arctique
- Mercenary: Escape from Targ
- Mercs
- Mermaid Madness
- Message from Andromeda
- Metal Army
- Metalyx
- Metaplex
- Metro-Cross
- Metropol
- Metropolis (Power House)
- Metropolis (Toposoft)
- Meurtre à grande vitesse
- Meurtres sur l'Atlantique
- Meurtres en série
- Meurtres à Venise
- Mewilo
- Mexico '86
- MGT - Magnetik Tank
- Miami Cobra GT
- Miami Dice
- Miami Vice
- Moonwalker
- Michel Fútbol Master: Super Skills
- Mickey et la machine à mots-croisés
- Mickey Mouse: The Computer Game
- Micro Mouse Goes De-bugging
- Microball
- Microprose Soccer
- Midnight Resistance
- Mig Busters
- MiG-29: Soviet Fighter
- Mike and Moko
- Mike Gunner
- Mike Read's Computer Pop Quiz
- Mikie
- Milk Race
- Mille Bornes
- Millionaire
- Millionnaire, Le
- Minder
- Mindfighter
- Mindshadow
- Mindstone
- Mindtrap
- Missile Ground Zero
- Mission
- Mission 1: Project Volcano
- Mission II
- Mission Delta
- Mission Elevator
- Mission Genocide
- Mission Jupiter
- Mission Omega
- Mister Gas
- MLM 3D : Evasion de la lune
- Mobile Man
- Mokowé
- Molecule Man
- Momie Blues
- Money Molch
- Monopoly Deluxe
- Monsters of Murdac
- Monte Carlo Casino
- Montsegur
- Monty on the Run
- Monty Python's Flying Circus
- Monument
- Moon Blaster
- Moon Buggy
- Moon Cresta
- Moonmist
- Moontorc
- Mordon's Quest
- Morris Meets the Bikers
- Mortadelo y Filemón II
- Mot
- Moto Cross Simulator
- Motor Massacre
- Motorbike Madness
- Motorcycle 500
- Motos
- Mountain Bike Racer
- Mountain Bike Simulator
- Mountains of Ket
- Mountie Mick's Death Ride
- Movie
- Moving Target
- Mr. Freeze
- Mr. Heli
- Mr. Pingo
- Mr. Weems and the She Vampires
- Mr. Wong's Loopy Laundry
- Muggins the Spaceman
- Multi-Player Soccer Manager
- Munch-It
- Mundial de Fútbol
- Munsters, The
- Murder in Venice
- Murder Off Miami
- Murder on the Atlantic
- Mutan Zone
- Mutant Fortress
- Mutant Monty
- Mutants
- Mystère de Kikekankoi, Le
- Mystery of Arkham Manor, The
- Mystery of the Indus Valleys
- Mystery of the Nile, The
- Mystical
- Myth: History in the Making
- Mythos

## N
- Nakamoto
- NARC
- Narco Police
- National, The
- Navy Moves
- Navy Seals
- Nebulus
- Necris-Dome, The
- Nécromancien, Le
- NEIL
- Nemesis
- Nemesis the Warlock
- Nether Earth
- Netherworld
- Neverending Story, The
- New York Warriors
- New Zealand Story, The
- NEXOR
- Nexus
- Nibbler
- Nick Faldo Plays the Open
- Nigel Mansell's Grand Prix
- Nigel Mansell's World Championship
- Night Booster
- Night Breed
- Night Gunner
- Night Hunter
- Night Raider
- Nightshade (en)
- Night Shift
- Ninja
- Ninja Commando
- Ninja Hamster
- Ninja Massacre
- Ninja Master
- Ninja Scooter Simulator
- Ninja Spirit
- Ninja Warriors, The
- No Exit
- Nocturne
- Nodes of Yesod
- N.O.M.A.D.
- Nonamed
- Nonterraqueous
- North and South
- North Star
- Nosferatu the Vampyre
- Not a Penny More, Not a Penny Less
- Nuclear Defence
- Nuclear Heist
- N°1
- Number Painter

## O
- Objectif Europe
- Objectif France
- Objectif Monde I
- Objectif Monde II
- Obliterator
- Obsidian
- Ocean Conqueror
- Octoplex
- Œil de Set, L'
- Off Shore Warrior
- Official Father Christmas, The
- Oh Mummy'
- Oil Mania
- Oink!
- Olé
- Ole, Toro
- Olli and Lisa
- Olli and Lisa 3
- Olympiad
- Omega: Planète Invisible
- Omeyad
- On Cue
- On the Bench
- On the Oche
- On the Run
- One
- One Man and his Droid
- Operation Gunship
- Operation Hanoi
- Operation Hormuz
- Operation Nemo
- Operation Thunderbolt
- Operation Wolf
- Oriental Games
- Orphée : Voyage aux Enfers
- Osprey!
- Out Board
- Out of this World
- Out Run
- Out Run Europa
- Outlaw (en)
- Overlander
- Overlord 2
- Oxphar

## P
- P-47: The Freedom Fighter
- P.H.M. Pegasus
- Pac-Land
- Pac-Mania
- Pacific
- Pacte, Le
- Palitron
- Panza Kick Boxing
- Panzadrome
- Paperboy
- Paperboy 2
- Para Academy
- Para Assault Course
- Parabola
- Paranoia Complex, The
- Paraplane
- Paris Dakar
- Park Patrol
- Passager du Temps, Le
- Passagers du Vent, Les
- Passagers du Vent 2, Les
- Passing Shot
- Pasteman Pat
- Pawn, The
- Paws
- Pegasus Bridge
- Penalty Soccer
- Penggy
- Pépé Béquilles
- Perico Delgado Maillot Amarillo
- Periscope Up
- Peter Beardsley's International Football
- Peter Pack Rat
- Peter Pan
- Peter Shilton's Handball Maradona!
- Peur sur Amityville
- Phantis
- Phantom Club
- Pharaon
- Phenix Noir
- Phileas Fogg's Balloon Battles
- Philosopher's Quest
- Pick 'n' Pile
- Pictionary
- Pinball Magic
- Pinball Wizard
- Ping Pong
- Pink Panther
- Pipe Mania
- Pirates!
- Piso Zero
- Pit-Fighter
- Planet of Death
- Planetfall
- Plasmatron
- Platoon
- Play Bac
- Play your Cards Right
- Plot, The
- Pneumatic Hammers
- Poder Oscuro, El
- Pogostick Olympics
- Poli Diaz Boxeo : El Potro de Vallecas
- Poogaboo
- Pop-Up
- Popeye
- Popeye 2
- Popeye 3
- Poséidon
- Postman Pat
- Postman Pat II
- Postman Pat III
- Potsworth and Co
- Pouvoir
- Power and Magic
- Power Boat Simulator
- Power Drift
- Powerplay: The Game of the Gods
- Predator
- Predator 2
- Prehistorik
- Prehistorik 2
- Premier II
- President
- Price of Magik, The
- Prince of Persia
- Prison Riot
- Prize, The
- Pro Boxing Simulator
- Pro Golf
- Pro Golf Simulator
- Pro Mountain Bike Simulator
- Pro Skateboard Simulator
- Pro Tennis Simulator
- Pro Tennis Tour
- Prodigy, The
- Profanation
- Profession détective
- Professional BMX Simulator
- Professional Footballer
- Professional Ski Simulator
- Professional Snooker Simulator
- Prohibition
- Project Future
- Project-X the Microman
- Protector
- Psi-5 Trading Company
- Psyborg
- Psycho City
- Psycho Hopper
- Psycho Pigs UXB
- Psycho Soldier
- Pub Games
- Pub Trivia
- Puffy's Saga
- Pulsator
- Pulsoids
- Punch and Judy
- Punchy
- Punk Star
- Purple Saturn Day
- Puzznic
- Pyjamarama
- Pyramides d'Atlantys, Les
- Pyramydya
- Python

## Q
- Q10 Tankbuster
- Qabbalah
- Qin
- Quack A Jack
- Quad
- Quadrel
- Quartet
- Quest for the Golden Eggcup, The
- Question of Scruples, A
- Question of Sport, A
- Quick Draw McGraw
- Quiz Quest

## R
- R-Type
- Race, The
- Race Against Time, The
- Rad Ramp Racer
- Radius
- Radzone
- Raid!
- Raid sur Ténéré
- Rainbow Islands
- Rally II
- Rally Cross
- Rally Driver
- Rally Simulator
- Rambo III
- Rambo: First Blood Part II
- Rampage
- Ramparts (jeu vidéo)
- Rana Rama
- Rantanplan : La Mascotte
- Rasputin
- Rastan
- Raster Runner
- Rasterscan
- Rat Connection
- Rath-Tha
- R.B.I. 2 Baseball
- The Real Ghostbusters
- The Real Stunt Experts
- Realm
- Rebel Planet
- Rebelstar
- Reckless Rufus
- Red Arrows
- Red Hawk
- Red Heat
- Red L.E.D.
- Red Moon
- Red Scorpion
- Redcoats
- Reflex
- Relief
- Renaud
- Renegade
- Renegade III: The Final Chapter
- Rescate Atlantida
- Rescate en el Golfo
- Rescue on Fractalus!
- Return to Eden
- Return to Oz
- Reveal
- Revenge of the C5
- Reversi Champion
- Revolution
- Revolver
- Rex
- Rex Hard
- Rick Dangerous
- Rick Dangerous 2
- Ricochet
- Riding the Rapids
- Rig Attack
- Rigel's Revenge
- Rik the Roadie
- Ring of Darkness, The
- Ripoux, Les
- RoadBlasters
- Road Runner
- Road Runner and Wile E. Coyote
- Robbot
- Robin Hood: Legend Quest
- Robin of Sherlock
- Robin of Sherwood
- Robinson Crusoe
- RoboCop
- Robot Attack
- Robozone
- Rocco
- Rock and Roller
- Rock 'n Roll
- Rock 'n Wrestle
- Rock Raid
- Rockford
- Rock Star Ate My Hamster
- Rocky Horror Show, The
- Rod-Land
- Rodeo
- Rody and Mastico
- Rody and Mastico 2
- Rogue
- Rogue Trooper
- Roland Ahoy!
- Roland Goes Digging
- Roland Goes Square Bashing
- Roland in Space
- Roland in The Caves
- Roland in Time
- Roland on the Ropes
- Roland on the Run
- Rollaround
- Rolling Thunder
- Rookie
- Room Ten
- Roy of the Rovers
- Ruff and Reddy in the Space Adventure
- Rugby Boss
- Rugby Coach
- Rugby Manager
- Run for Gold
- Run the Gauntlet
- Runestone
- Running Man, The
- R.T. C. Paddington
- RX 220
- Rygar

## S
- S*M*A*S*H*E*D
- Sabotage
- Saboteur
- Saboteur II: Avenging Angel
- Sabre Wulf
- Sabrina
- Saga
- Sai Combat
- Saigon Combat Unit
- Sailing
- Saint and Greavsie
- Saint Dragon
- Salamander
- Samantha Fox Strip Poker
- Samurai Trilogy
- Samurai Warrior: The Battles of Usagi Yojimbo
- Santa's Christmas Caper
- Sapiens
- Saracen
- SAS Assault Course
- SAS Combat Simulator
- SAS Strike Force
- Satan
- Sauvez Yurk
- Savage
- Scalextric
- Scapeghost
- Scarabæus
- Sceptre d'Anubis, Le
- Scientific
- Scooby-Doo
- Scooby-Doo and Scrappy-Doo
- Score 3020
- Scott Winder : Reporter
- Scout Steps Out, The
- Scramble Spirits
- Scuba Kidz
- Sdaw : Le Guerrier du futur
- SDI - Strategic Defence Initiative
- Seabase Delta
- Seas of Blood
- Secret défense
- Secret Diary of Adrian Mole, The
- Secte noire, La
- Seesaw
- Sentinel, The
- Sepulcri
- Sergeant Seymour: Robotcop
- Seymour Goes to Hollywood
- Seymour - Take One!
- Sgrizam
- Shackled
- Shade of Swords
- Shadow Dancer
- Shadow of the Beast
- Shadow Skimmer
- Shadow Warriors
- Shadowfire
- Shadows of Mordor, The
- Shanghai
- Shanghai Karate
- Shanghai Warriors
- Shao-Lin's Road
- Shard of Inovar
- Shark
- Sharkey's Moll
- Sharpe's Deeds
- Sherman M4
- Shinobi
- Ship of Doom
- Shockway Rider
- Shoe People, The
- Shōgun
- Short Circuit
- Short's Fuse
- Shufflepuck Cafe
- Side Arms: Hyper Dyne
- Sideral War
- Sigma Seven
- Silent Service
- Silent Shadow
- Silicon Dreams
- SilkWorm
- Silva
- SimCity
- Simpsons, The: Bart vs. the Space Mutants
- Simulador Profesional de Tenis
- Sir Fred
- Sir Lancelot
- Sirwood
- Sito Pons 500cc Grand Prix
- Skaal
- Skate Crazy
- Skate or Die!
- Skate Rock
- Skateball
- Skateboard Joust
- Skateboard Kidz
- Skatin' USA
- Skull and Crossbones
- Skweek
- Sky Hunter
- Skyfox
- Slap Fight
- Slap Shot
- Sliders
- Slightly Magic
- Slug
- Sly Spy: Secret Agent
- Smash TV
- Smirking Horror, The
- Snoball in Hell
- Snodgits
- Snooker
- Snooker Management
- Snoopy
- Snow Strike
- Snowball
- Soccer 7
- Soccer '86
- Soccer Challenge
- Soccer Director
- Soccer Pinball
- Soccer Rivals
- Soccer Star
- Software House
- Software Star
- Sol Negro
- Solar Coaster
- Solar Empire
- Solar Invasion
- Soldier of Light
- Solo
- Solomon's Key
- Sonic Boom
- Sootland
- Sooty and Sweep
- Sooty and Sweep's - Fun with Numbers
- Sorcerer
- Sorcerer Lord
- Sorcery
- Sorcery +
- Soul of a Robot
- Souls of Darkon
- Southern Belle
- Soviet
- Space Ace
- Space Crusade
- Space Harrier
- Space Harrier II
- Space Hawks
- Space Racer
- Space Rider
- Space Shuttle: A Journey into Space
- Space Shuttle Simulateur
- Space Taxi
- Spaced Out
- Spaghetti Western Simulator
- Spannerman
- Special Operations
- Speed King
- Speed Zone
- Spellbound
- Spellbound Dizzy
- Spellbreaker
- Sphaira - Le royaume des Atlantes
- Spherical
- Spike in Transylvania
- Spiky Harold
- Spindizzy
- Spindrone
- Spirits
- Spitfire '40
- Spitting Image
- Splat!
- Split Personalities
- Spooked
- Spooky Castle
- Sport of Kings
- Sporting Triangles
- Spy Hunter
- Spy Trek
- Spy vs. Spy
- Spy vs. Spy II: The Island Caper
- Spy vs. Spy III: Arctic Antics
- Spy Who Loved Me, The
- Sram
- Sram 2
- Stainless Steel
- Stairway to Hell
- Star Avenger
- Star Bowls
- Star Control
- Star Driver
- Star Firebirds
- Star Raiders II
- Star Ranger
- Star Trap
- Star Trooper
- Star Wars
- Droids
- Star Wars: Return of the Jedi
- Star Wars: The Empire Strikes Back
- Star Watcher
- Star Wreck
- Starboy
- Starbyte
- Starcross
- Stardust
- Starfox
- Starglider
- Starion
- Starquake
- Starring Charlie Chaplin
- Starstrike II
- Starting Blocks
- Stationfall
- Steel Eagle
- Steg the Slug
- Steve Davis Snooker
- Stifflip and Co.
- Stockmarket
- Stomp
- Stop-Ball
- Storm
- Storm II: The Fear
- Storm Warrior
- Stormbringer
- Stormlord
- Strangeloop
- Strangeloop Plus
- Streaker
- Street Cred' Boxing
- Street Cred' Football
- Street Fighter
- Street Gang
- Street Gang Football
- Street Hawk
- Street Machine
- Street Sports Basketball
- Strider
- Strider II
- Strike!
- Strike Force Cobra
- Strike Force Harrier
- Striker
- Striker Manager
- Strip Poker
- Strip Poker II
- Stryfe
- Stryker in the Crypts of Trogan
- S.T.U.N. Runner
- Stunt Bike Simulator
- Stunt Car Racer
- Stuntman Seymour
- Subsunk
- Subbuteo: The Computer Game
- Subterranean Stryker
- Subway Vigilante
- Sultan's Maze
- Summer Games
- Summer Games II
- Sun Star
- Super Cars
- Super Cauldron
- Super Cycle
- Super Flippard
- Super Géodyssée
- Super Gran
- Super Hang-On
- Super Hero
- Super Monaco GP
- Super Nudge 2000
- Super Pipeline II
- Super Robin Hood
- Super Sam
- Super Sapiens
- Super Scramble Simulator
- Super Seymour Saves the Planet
- Super Ski
- Super Skweek
- Super Soccer
- Super Space Invaders
- Super Sports: The Olympic Challenge
- Super Sprint
- Super Stock Car
- Super Stunt Man
- Super Tank Simulator
- Super Trolley
- Super Wonder Boy in Monster Land
- Superkid
- Superkid In Space
- Superman: The Game
- Superman: The Man of Steel
- Superted: The Search for Spot
- Supertripper
- Supertrux
- Survivor
- Survivors, The
- Survivre
- Suspect
- Suspended
- Swap
- Sweevo's World
- Switchblade
- SWIV
- Sword of the Samurai
- Sword Slayer
- Swords and Sorcery
- Syntax

## T
- T-Bird
- Table Football
- Tai-Pan
- Tales of the Arabian Nights
- Talisman d'Osiris, Le
- Tanium
- Tank
- Tank Command
- Tapper
- Target Plus
- Target: Renegade
- Targhan
- Tarzan
- Task Force
- Tau Ceti
- Tau Ceti: Special Edition
- Technician Ted
- TechnoCop
- Teenage Mutant Hero Turtles
- Teenage Mutant Hero Turtles: The Coin-Op!
- Teenage Mutant Hero Turtles: World Tour
- Teenage Queen
- Tempest
- Templiers d'Orven, Les
- Templos Sagrados, Los
- Ten-Pin Challenge
- Tennis 3D
- Tennis Cup
- Tensions
- Terminator 2: Judgment Day
- Terminus
- Terra Cognita
- Terramex
- Terres et conquérants
- Terror of the Deep
- Terrormolinos
- Terrorpods
- Test Drive II: The Duel
- Test Match
- Tetris
- Thai Boxing
- Thanatos
- Theatre Europe
- They $tole a Million
- Thing!
- Thing Bounces Back
- Thing on a Spring
- Thingy and the Doodahs
- Think!
- Thomas the Tank Engine and Friends
- Thomas the Tank Engine's Fun With Words
- Throne of Fire
- Through the Trapdoor
- Thrust
- Thrust II
- Thunder Blade
- Thunder Burner
- Thunder Jaws
- Thunder Zone
- Thunderbirds
- Thundercats
- Tie Break
- Tiger Road
- Time and Magik
- Time Machine
- Time Out
- Time Scanner
- Time Trax
- Times of Lore
- Tintin sur la Lune
- Tiny Skweeks, The
- Tir Na Nog
- Titan
- Titanic
- Titanic Blinky
- Titus the Fox - ce jeu est une adaptation du jeu Les Aventures de Moktar
- TLL - Tornado Low Level
- Toadrunner
- Tobruk 1942
- Toi Acid Game
- Tokyo Gang
- Tom and Jerry
- Tomahawk
- Tomcat
- Tony Truand
- Toobin'
- Top Cat: Beverly Hills Cats
- Top Gun
- Top Secret
- Total Eclipse
- Total Eclipse II: The Sphinx Jinx
- Total Recall
- Tour 91
- Tour de Force
- Toyota Celica GT Rally
- Track and Field
- Tracksuit Manager
- Traffic
- Trailblazer
- Train, The: Escape to Normandy
- Traitment Bzzz
- Trakers
- Trans-Atlantic Balloon Challenge
- Transat One
- Transmuter
- Trantor: The Last Stormtrooper
- Trap
- Trap Door, The
- Trashman
- Tres Luces de Glaurung, Las
- Treasure Island Dizzy
- Treble Champions
- Trésor d'Ali Gator, Le
- Trevor Brooking's World Cup Glory
- Triaxos
- Tribble Trouble
- Trigger
- Triple Commando
- Tripods, The
- Trivia
- Trivial Pursuit: A New Beginning
- Trivial Pursuit: Baby Boomer Edition
- Trivial Pursuit: Genus Edition
- Trivial Pursuit : Édition Révolution
- Troll
- Trollie Wallie
- Troubadours
- TT Racer
- TT Racing Simulator
- Tuareg
- Tubaruba
- Tujad
- Tuma 7
- Turbo Boat Simulator
- Turbo Chopper
- Turbo Cup
- Turbo Esprit
- Turbo Girl
- Turbo Kart Racer
- Turbo OutRun
- Turbo the Tortoise
- Turlogh le Rôdeur
- Turrican
- Turrican II: The Final Fight
- Tusker
- Twice Shy
- Twin Turbo V8
- TwinWorld: Land of Vision
- Typhoon
- Tyrann

## U
- Uchi Mata
- Ulises
- Ultima Ratio
- Ultron 1
- U.N. Squadron
- Unitrax
- Untouchables, The
- Up for Grabs
- Uridium
- Usagi Yojimbo

## V
- V
- Vagan Attack
- Vampire
- Vector Ball
- Vendetta
- Venganza
- Venom
- Venom Strikes Back
- The Very Big Cave Adventure
- Viaje al Centro de la Tierra
- Victory Road
- Video Card Arcade
- Video Poker
- View to a Kill, A
- Vigilante
- Ville infernale, La
- Vindicator, The
- Vindicators
- Vixen
- Viz
- Volley Ball
- Voyage au centre de la Terre
- Vulcan: The Tunisian Campaign

## W
- Wacky Darts
- Wacky Races
- Wanderer
- War Cars Construction Set
- War in Middle Earth
- War Machine
- War Zone
- Warlock
- Warlord
- Waterloo
- Way of the Exploding Fist, The
- Way of the Tiger, The
- WEC Le Mans
- Weetabix versus the Titchies
- Wells and Fargo
- Welltris
- Wembley Greyhounds
- Werewolves of London
- Werner
- West Bank
- West Phaser
- Western Games
- Who Dares Wins II
- Whopper Chase
- Wibstars
- Wild Bunch, The
- Wild Streets
- Wild West Seymour
- Willow Pattern
- Willy Wino's Stag Night
- Winchester
- Wind Surf Willy
- Wings of Fury
- Winter Games
- Winter Olympics
- Winter Sports
- Wishbringer
- Witness, The
- Wiz-Biz
- Wizard Warz
- Wizard Willy
- Wizard's Lair
- Wizball
- Wolfman (en)
- Wombles, The
- Wonder Boy
- Wordhang
- World Champions
- World Championship Boxing Manager
- World Championship Soccer
- World Class Leaderboard
- World Class Rugby
- World Cup
- World Cup Carnival: Mexico '86
- World Cup Challenge
- World Cup Football
- World Cup Knockout
- World Cup Manager
- World Cup Soccer: Italia '90
- World Games
- World Series Baseball
- World Soccer
- World Soccer League
- Worm in Paradise, The
- Wrestling Superstars
- Wriggler
- Wulfpack
- WWF WrestleMania

## X
- X-Out
- Xarq
- Xcel
- Xeno
- Xenon
- Xenophobe
- Xevious
- XOR
- Xybots
- Xyphoes Fantasy

## Y
- Yarkon Blues
- Yes Prime Minister
- Yie Ar Kung-Fu
- Yie Ar Kung-Fu 2
- Yogi Bear
- Yogi Bear and Friends in the Greed Monster
- Yogi's Great Escape

## Z
- Z
- Zampabolas
- Zap't'Balls
- Zap't'Balls: The Advanced Edition
- Zarkon
- Zarxas
- Ziggurat
- Zipi y Zape
- Znax
- Zoids
- Zolyx
- Zombi
- Zona 0
- Zone Trooper
- Zork I: The Great Underground Empire
- Zork II: The Wizard of Frobozz
- Zork III: The Dungeon Master
- Zorro
- Zox 2099
- Zub
- Zynaps

- Haut – A
- B
- C
- D
- E
- F
- G
- H
- I
- J
- K
- L
- M
- N
- O
- P
- Q
- R
- S
- T
- U
- V
- W
- X
- Y
- Z